# Амацукадзэ (эсминец, 1963)
«Амацукадзэ» (DDG-163) (яп. あまつかぜ護衛艦 амацукадзэ-гоэйкан) — эскадренный миноносец, в 1965—1995 годах состоявший на вооружении Морских сил самообороны Японии, единственный корабль в серии. Основное назначение — противолодочная и противовоздушная оборона. Стал первым японский кораблём, вооружённым зенитным ракетным комплексом.
Порт приписки: Йокосука (1965—1986), Майдзуру (1986—1995).

## Состав серии
| Номер   | Название                                | Заложен    | Спущен     | В строю    | Списан     |
| ------- | --------------------------------------- | ---------- | ---------- | ---------- | ---------- |
| DDG-163 | Амацукадзэ (яп. 天津風 штормовой ветер) | 29.11.1962 | 05.10.1963 | 15.02.1965 | 29.11.1995 |